# Иоанн (имя)
Иоа́нн (благодать Божия, Бог милует, Яхве (Бог) смилостивился, Яхве помиловал) — церковная форма русского имени древнееврейского происхождения (др.-евр. יוחנן‬ — Yōḥānān; יהוחנן‬ — Yěhōḥānān). От него произошло русское имя Иван.

## Происхождение слова
Имя пришло из древнееврейского языка (יוחנן‬ — Iōḥānān, Iěhōḥānān) через древнегреческий (Ἰωάννης), и в дословном переводе означает «Господь сжалился».
Русское имя Иван появляется с XIV века из древнерусского и старославянского Иоанъ, Иоаннъ. Написание Иваннъ сохраняется до XVI века (см., например, «Повесть о житии Александра Невского», 115; «Повесть о посаднике Щиле»; «Памятники старинной русской литературы» (издание Кушелева-Безбородко), 1, 21).